# Mordellistena maroccana
Mordellistena maroccana là một loài bọ cánh cứng trong họ Mordellidae. Loài này được Ermisch miêu tả khoa học năm 1966.

## Hình ảnh

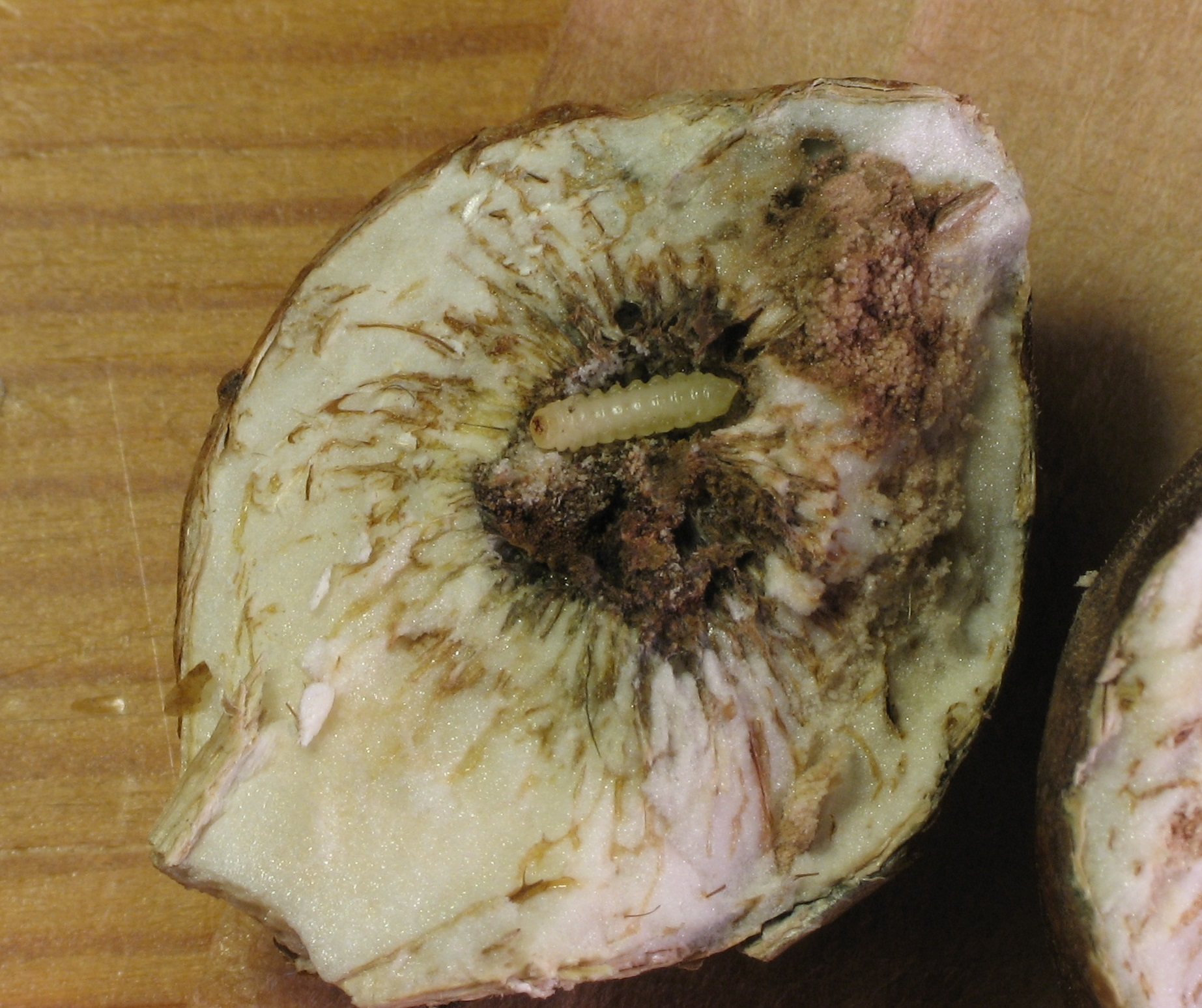